# K.Gollarahalli, Tarikere
K.Gollarahalli là một làng thuộc tehsil Tarikere, huyện Chikmagalur, bang Karnataka, Ấn Độ.